# Alberto Rojas
Alberto Rojas (Monterrey, 27 de marzo de 1944-Ciudad de México, 21 de febrero de 2016), apodado como El Caballo, fue un actor mexicano.

## Carrera
Alberto Rojas inició su carrera cinematográfica con un pequeño papel en la película Santo en el tesoro de Drácula de 1969, protagonizada por El Santo y dirigida por René Cardona. Ese mismo año conformó el elenco de la comedia Almohada para tres. En la década de 1970 apareció en cinco películas, incluida la reconocida Muñecas de medianoche, icono del cine de ficheras protagonizada por Jorge Rivero, Isela Vega y Sasha Montenegro. Tras aparecer en algunas producciones del mismo género, dirigió en 1982 su primera película, la comedia Un macho y sus puchachas. Debido al auge del género conocido como comedia erótica mexicana, Rojas apareció como actor en gran cantidad de producciones de ese estilo como La pulquería 2 (1982), Las perfumadas (1983), Piernas cruzadas (1984), Esta noche cena Pancho (1986), Qué buena está mi ahijada (1987) y Un macho en el reformatorio de señoritas (1989). A finales de la década dirigió las películas Un macho en la tortería y Un macho en el hotel. 
En la década de 1990 el género de la sexycomedia empezó a perder fuerza, sin embargo, Alberto Rojas actuó en alrededor de treinta producciones (en su mayoría enmarcadas en el género humorístico). En esa década se encargó de dirigir diez películas. En el nuevo milenio el actor registró algunas apariciones esporádicas en cine, actuando en alrededor de siete películas y dirigiendo dos, Un ratero muy decente en 2001 y No me toquen eso en 2006.

### Fallecimiento
Alberto Rojas falleció en la Ciudad de México el 21 de febrero de 2016 a los 71 años luego de perder la batalla contra un cáncer de vejiga que venía padeciendo tiempo atrás.
Le sobreviven tres hijos: la actriz Luz Edith Rojas, Alberto Rojas Jr. y Lucero.

## Filmografía seleccionada

### Como actor
- 1969 - Santo en el tesoro de Drácula
- 1974 - Detective de hotel
- 1975 - El albañil
- 1978 - Oye Salomé!
- 1978-1979 - El mundo de Luis de Alba
- 1979 - Muñecas de medianoche
- 1980 - El siete vidas
- 1980 - Burlesque
- 1981 - El mil usos
- 1982 - La pulquería 2
- 1982 - Un macho en la casa de citas
- 1982 - El ratero de la vecindad
- 1983 - Las perfumadas
- 1984 - Piernas cruzadas
- 1984 - La pulquería 3
- 1984 - Perico el de los Palotes
- 1986 - Esta noche cena Pancho
- 1986 - Un macho en la cárcel de mujeres
- 1986 - Tres mexicanos ardientes
- 1987 - Qué buena está mi ahijada
- 1988 - Pancho el sancho
- 1989 - El Garañón
- 1993 - Mi novia ya no es Virginia
- 1996 - Loca academia de modelos
- 1997 - La jaula del pájaro
- 1999 - Bill Gritón vs Mónica del Whisky
- 2009 - Central de Abasto
- 2013 - El sexo me da risa 3
- 2014 - El crimen del Cácaro Gumaro

### Como director
- 2006 - No me toquen eso
- 2001 - Un ratero muy... decente
- 1999 - Bill Gritón vs Mónica del Whisky
- 1998 - Me asusta pero me gusta
- 1997 - La jaula del pájaro
- 1991 - Dos nacos en el planeta de las mujeres
- 1991 - Papito querido
- 1990 - El garañón 2
- 1989 - Un macho en el hotel
- 1989 - Un macho en la tortería
- 1982 - Un macho en la casa de citas
- 1982 - Un macho y sus puchachas